# Salaïr
Salaïr (en russe : Салаир) est une ville de l'oblast de Kemerovo, en Russie. Sa population s'élève à 8 115 habitants en 2013.

## Géographie
Salaïr se trouve dans le raïon de Gourievsk, à 123 km au sud de Kemerovo.

## Histoire
Salaïr est d'abord le village de Salaïrskoïe, fondé en 1626 au bord de la rivière Malaïa Tolmovaïa. L'exploitation du minerai d'argent commence dans les années 1780 et donne naissance à une cité minière. Salaïr accède au statut de commune urbaine en 1932 puis à celui de ville en 1941.

## Population
Recensements (*) ou estimations de la population
| 1939*  | 1959*  | 1970*  | 1979*  | 1989*  |
| ------ | ------ | ------ | ------ | ------ |
| 21 997 | 17 477 | 13 568 | 11 254 | 11 452 |

| 2002* | 2010* | 2012  | 2013  | - |
| ----- | ----- | ----- | ----- | - |
| 9 472 | 8 262 | 8 252 | 8 115 | - |

## Économie
La principale entreprise de Salaïr est : Salaïrski gorno-obogatitelny kombinat (en russe : Салаирский горно-обогатительный комбинат) qui effectue l'extraction et l'enrichissement de baryte.